# Gare de Pont-du-Château
Gare de Pont-du-Château – przystanek kolejowy w Pont-du-Château, w departamencie Puy-de-Dôme, w regionie Owernia-Rodan-Alpy, we Francji. 
Przystanek został otwarty w 2011 przez Société nationale des chemins de fer français (SNCF) i jest obsługiwany przez pociągi TER Auvergne.

## Położenie
Znajduje się na wysokości 328 m n.p.m., na km 11,095 Clermont-Ferrand – Saint-Just-sur-Loire, pomiędzy stacjami Aulnat-Aéroport i Vertaizon. 

## Linie kolejowe
- Clermont-Ferrand – Saint-Just-sur-Loire